# Wódz Marsa
Wódz Marsa (tyt. oryg. The Warlord of Mars) – trzecia część cyklu science fantasy o przygodach Johna Cartera na Marsie. Powieść napisał Edgar Rice Burroughs, a po raz pierwszy została wydana w 1918.
Polski przekład książki ukazał się w 2016 roku nakładem wydawnictwa Solaris.